# Dovea
Dovea é um género botânico pertencente à família Restionaceae.